# Horrocks
Horrocks, ook wel Horrocks Beach genoemd, is een plaats in de regio Mid West in West-Australië.

## Geschiedenis
Horrocks werd vernoemd naar Joseph Lucas Horrocks, een gevangene die in 1852 in Fremantle arriveerde. Hij werkte er in de medische afdeling van het gevangenendepot en werd een jaar later door een tekort aan medisch personeel naar de nieuwe nederzetting Port Gregory gezonden. In 1856 werd Horrocks' straf opgeheven. Hij bleef zich voor de gevangenen in de streek inzetten en bouwde het eerste kerkje van Northampton.
Het dorp ontwikkelde zich als vakantieoord op het einde van de 19e eeuw. Het gebied werd door de eigenaars van de aanpalende pastorale lease aan het district afgestaan. Een kreeftenvissersvloot vond er tijdens het kreeftenseizoen beschutting in de nabijgelegen baaien.

## Beschrijving
Horrocks maakt deel uit van het lokale bestuursgebied (LGA) Shire of Northampton, een landbouwdistrict met Northampton als hoofdplaats. Het is een vissersdorpje dat in de vakantieperiodes door vakantiegangers wordt aangedaan.
In 2021 telde Horrocks 161 inwoners.

## Ligging
Horrocks is een kustplaats aan de Indische Oceaan, 488 kilometer ten noordnoordwesten van de West-Australische hoofdstad Perth, 92 kilometer ten zuidzuidoosten van Kalbarri en 22 kilometer ten westen van het aan de North West Coastal Highway gelegen Northampton.